# Joest’s Erbstollen
Joest’s Erbstollen war ein Erbstollen in Kirchhörde. Der Erbstollen war auch unter dem Namen Joest’s Erbstollen Argus bekannt. Der Erbstollen gehörte zum Märkischen Bergamtsbezirk und dort zum Geschworenenrevier Brüninghausen.

## Geschichte
Am 29. November des Jahres 1851 wurde das Erbstollenrecht verliehen. Im Jahr 1855 wurden mit elf Bergleuten 1828⅜ preußische Tonnen Steinkohle abgebaut. Im Jahr 1857 wurde die Zeche Argus gelöst. Die Zeche Argus war eine in Betrieb befindliche Zeche, auf der Kohleneisenstein abgebaut wurde. Im Jahr 1859 wurden Kohlenflöze und Eisensteinflöze gelöst. Zu diesem Zeitpunkt betrug die Länge des Erbstollens 1305 Lachter. Der Stollen hatte zusätzlich mehrere Flügelörter in westlicher und in östlicher Richtung. In den Jahren 1863 und 1865 war der Erbstollen nachweislich in Betrieb. Ab dem Jahr 1866 wurde der Erbstollen nicht mehr in den Unterlagen des Bergamtes genannt. Die Berechtsame wurde später an die Zeche Gottessegen weitergegeben. Vermutlich wurde der Erbstollen nicht weiter genutzt, denn im Jahr 1901 stand der Erbstollen voller Wasser. Danach fehlen weitere Angaben zu Joest’s Erbstollen.